# Matões
Matões is een gemeente in de Braziliaanse deelstaat Maranhão. De gemeente telt 29.386 inwoners (schatting 2009).